# Caluromys lanatus
La zarigüeya lanuda occidental (Caluromys lanatus) es una especie de marsupial didelfimorfo de la familia Didelphidae. Se conoce también como cuica lanosa, raposa lanuda occidental o zarigüeyita lanuda. Dieta: Caluromys lanatus consume principalmente invertebrados, pero también lagartos como el Falso Camaleón Polychrus marmoratus.

## Etimología
Lanatus viene del latín "lanudo".

## Zoogeografía
- Sur y este de  Venezuela.
- Colombia, salvo la costa del Pacífico.
- Este de  Ecuador.
- Vertiente oriental de los Andes en el  Perú y  Bolivia.
- Franja occidental de  Brasil.
- Paraguay, salvo los extremos nororiental y suroriental.
- Norte de  Argentina en la provincia de Misiones.

La localidad tipo fue establecida en Paraguay por Cabrera en 1916.